# 性冲动
性冲动（英語：Libido）又稱欲力，早期音譯為力比多，該術語由西格蒙德·佛洛伊德提出，是指身體內部的興奮狀態的本能，是其欲念、動機的來源或力量。

## 內容
性慾就是最常見的欲力之一。性慾是人或某些动物見到、摸到、想到或聽到與性相關的事物或聲音後，出現一種興奮的感官刺激，不能自制，而且嘗試要和別人發生性行為。一些強迫性衝動有很多是與暴力、性相關的，但西格蒙德·佛洛伊德指出事實上一切源自於本我的慾望。
原由可以心理學、生理學等多方面解說其原理。例如性衝動是一種條件反射。荣格认为原欲不僅僅是性冲动，而且也是生命心灵中的一种类似气的力量，除表现在生长及生殖方面外，也表现于其他活动。